# Koticzak niedźwiedziowaty
Koticzak niedźwiedziowaty, kotik zwyczajny (Callorhinus ursinus) – gatunek ssaka z rodziny uchatkowatych (Otariidae). Jedyny współczesny przedstawiciel swego rodzaju. Pokryty gęstym futrem. Zamieszkuje północ Oceanu Spokojnego, większość życia spędza w morzu, na ląd wraca prawie wyłącznie celem rozrodu. Po rocznej ciąży z opóźnioną implantacją samica rodzi pojedyncze młode karmione tłustym mlekiem, po czym kopuluje z samcem, na terytorium którego rodziła. Jeden samiec może zapłodnić wiele samic, nie uczestniczy w wychowaniu potomstwa. Żywi się wodnymi zwierzętami, głównie rybami, ale też kalmarami, sprawnie nurkuje. Intensywne polowania znacząco zmniejszyły jego niegdyś kilkumilionową populację.

## Budowa

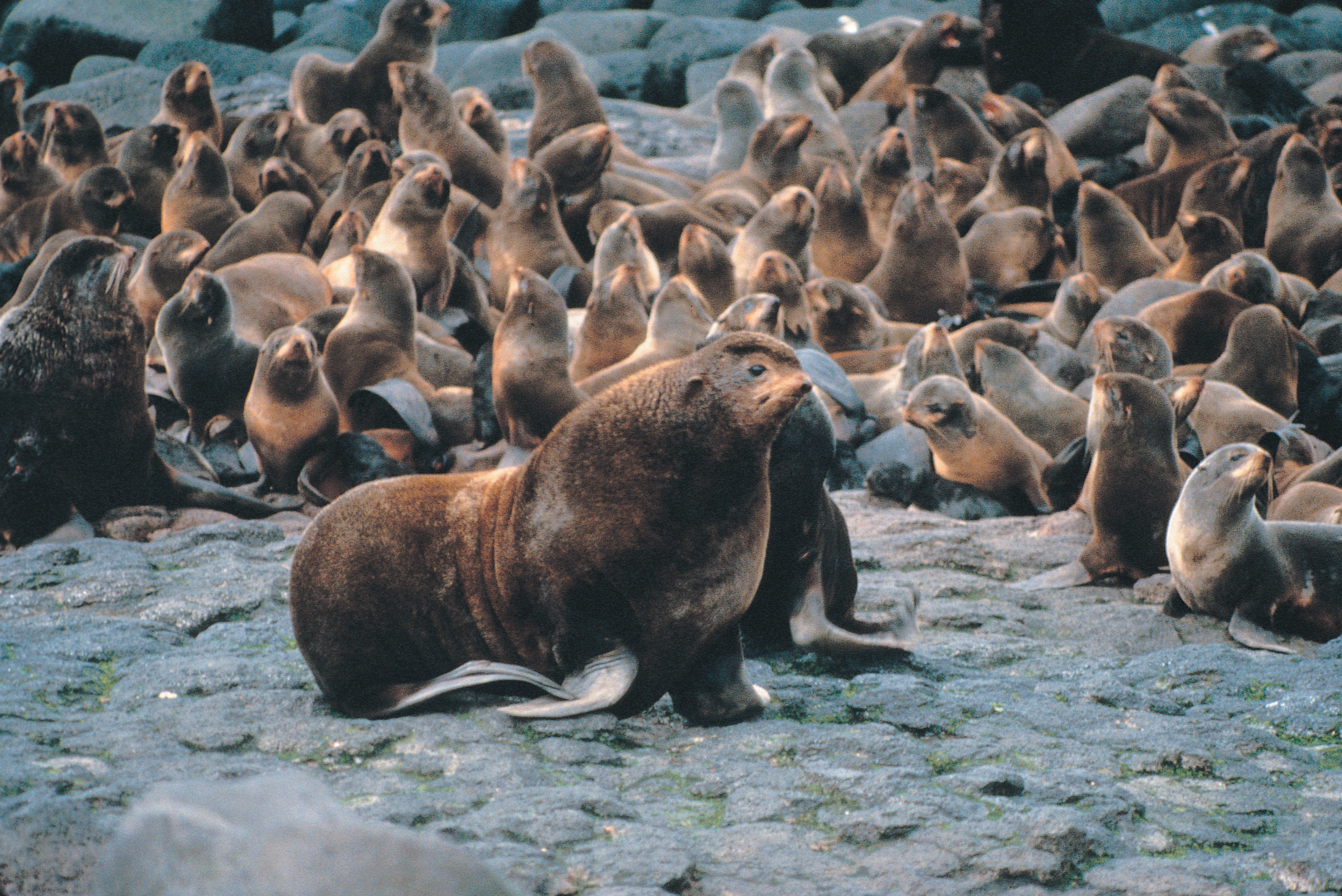
Występuje znaczny dymorfizm płciowy: samiec jest kilkukrotnie większy od samic

Długość ciała samic do 150 cm, samców do 210 cm; masa ciała samic 40–60 kg, samców 180–270 kg. Noworodki osiągają długość ciała 60–65 cm i masę 5,4–6 kg. Występuje wyraźny dymorfizm płciowy. Dorosłe samce są 30–40% dłuższe i 4,5–5 razy cięższe od dorosłych samic. Młodociane osobniki podobnie jak samice cechują się umiarkowanie ciężką budową i płeć trudno odróżnić w młodym wieku.
Ciało koticzaka porasta gęste futro, tworzące grzywę porastającą głowę, szyję i przedni tułów zwierzęcia. Futro to ma dwie warstwy: podszerstek i włosy okrywowe. Stanowiło ono niegdyś podstawę do dzielenia uchatkowatych na dwie podrodziny: koticzaka i kotiki o gęstym podszerstku zaliczano do Arctocephalinae, podczas gdy pozostałe rodzaje nieokryte podszerstkiem do Otariinae. Do tej pory, po angielsku kotikczaka i kotiki określa się jako fur seals (futrzaste foki), mimo że podział na podrodziny nie ostał się. Samce są barwy szarej do czarnej, niekiedy rudobrązowej, grzywę mogą mieć o odcieniu srebrnym bądź blond. Większą różnorodność barwy przedstawiają samice bądź osobniki młode. Najczęściej ciemnoszare czy czarne, niekiedy są także płowe na szyi, gdzie mogą nosić bladą V-kształtną plamę, na klatce piersiowej i po bokach tułowia. Mogą mieć barwę rudą czy płową na pysku. Podszerstek jest blady. Noworodki noszą czarną szatę z kremowymi znaczeniami na twarzy i po bokach ciała. Po 3-4 miesiącach życia linieją, przybierając jaśniejszą barwę osobników młodocianych.
Głowę znamionuje wysokie czoło, tworzone przez rozwinięty zwłaszcza u samca grzebień strzałkowy, stanowiący miejsce przyczepu potężnych mięśni poruszających żuchwą.
Nos jest niewielki. Występują wibryssy, sięgające aż za ucho. Ich barwa zależy od wieku. Ciemne u młodych osobników, jasno-ciemne u prawie dorosłych, u dojrzałych zwierząt robią się jasne. U uchatkowatych występuje rhinarium. Pysk opisuje Webber jako krótki, zakrzywiony do dołu. Wzór zębowy: I {\displaystyle {\tfrac {3}{2}}} C {\displaystyle {\tfrac {1}{1}}} P {\displaystyle {\tfrac {4}{4}}} M {\displaystyle {\tfrac {2}{1}}} = 35.
Małżowina uszna jest duża i wydatna, niekiedy naga, kiedy zwierzę osiąga zaawansowany wiek.
Uchatkowate mają kończyny przekształcone w płetwy. Kończyny przednie są zwykle silne. Webber podkreśla wyróżniające koticzaka niedźwiedziowatego cechy płetw. Górna powierzchnia przedniej płetwy jest naga, ostro odgraniczona od proksymalnej części kończyny porosłej włosem, granica przebiega na nadgarstku. Uchatkowate nie mają zwykle paznokci na przednich płetwach. Tylne płetwy są długie, dłuższe niż u innych uchatkowatych. W przedłużeniu kości paliczków leżą wydłużające płetwę chrząstki. Występują pazury.

## Systematyka
Gatunek po raz pierwszy zgodnie z zasadami nazewnictwa binominalnego opisał w 1758 roku szwedzki przyrodnik Karol Linneusz, nadając mu nazwę Phoca ursina. Jako miejsce typowe Linneusz podał Habitat in Camschatcae maritimis inter Asiam & Americam Proximam, primario in insula Beringii (habitat w morzach Kamczatki między Azją i Ameryką bliższą, przede wszystkim na wyspie Beringii), co w 1911 roku Thomas ograniczył do tej ostatniej. Holotyp nie istnieje; Linneusz swój opis oparł na opisie ssaków płetwonogich dokonanych przez Stellera, które badał latem 1742 roku oraz na szkicach wykonanych przez Plenisnera (i być może Berckhana) pod kierunkiem Stellera w latach 1742–1743, reprodukowanych jako rycina xv – rysunek 1 przedstawia samca na skale, natomiast rysunek 2 przedstawia samicę leżącą na plecach – w De Bestiis marinis. Jedyny żyjący współcześnie przedstawiciel rodzaju koticzak (Callorhinus).
Autorzy Illustrated Checklist of the Mammals of the World uznają ten gatunek za monotypowy, podobnie autorzy Handbook of the Mammals of the World. O ile pewne prace sugerowały występowanie podgatunków czy nawet odrębnych gatunków, ich istnienia nie potwierdzono, a gatunek zdaje się panmiktyczny. Niemniej jednak, wyróżnia się dwie populacje: wschodnia rozmnaża się na Alasce, Wyspach Prybyłowa i Bogoslof w obrębie Aleutów, podczas gdy populacja z San Miguel czyni to w Kalifornii, na wyspach Farralon i Channel Islands.

### Etymologia
- Callorhinus: gr. καλλος kallos „piękno”, od καλος kalos „piękny”; ῥις rhis, ῥινος rhinos „nos, pysk”[22].
- ursinus: łac. ursinus „niedźwiedziowaty”, od ursus „niedźwiedź”[23].

## Rozmieszczenie geograficzne

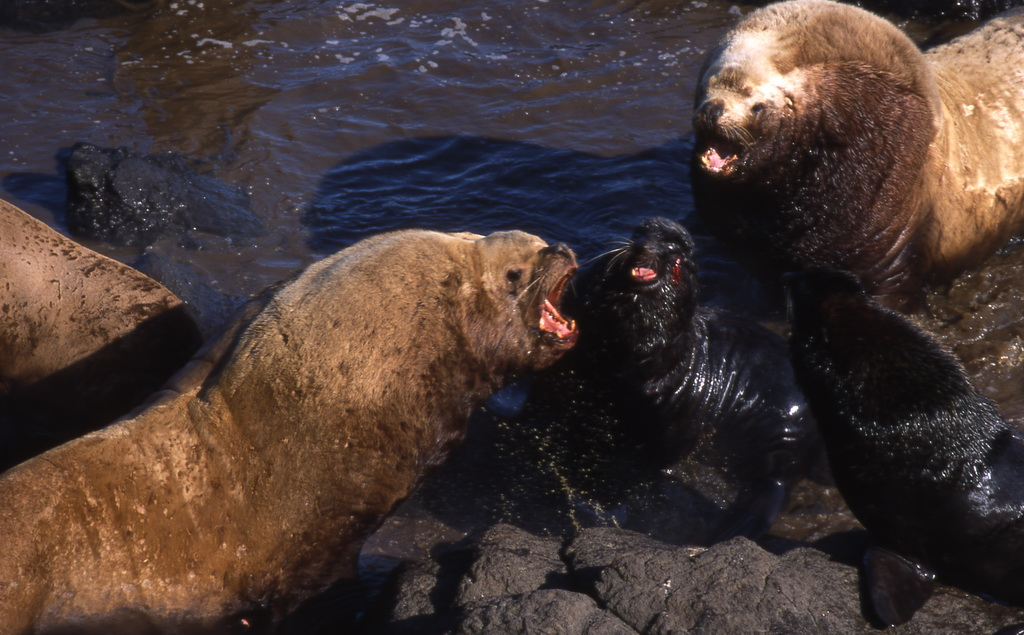
Koticzak niedźwiedziowaty występuje na pewnym obszarze sympatrycznie z uchatkiem grzywiastym

Koticzak niedźwiedziowaty występuje w północnym Oceanie Spokojnym, w tym w Morzu Beringa, Morzu Ochockim i Morzu Japońskim, na południe od Japonii (Honsiu) i północno-zachodnim Meksyku (Kalifornia Dolna).
Rozmnażanie zachodzi na wybrzeżach. Wymienia się tu Wyspy Pribyłowa, Channel Islands, a dokładniej San Miguel Island, Farallon Islands, Wyspy Kurylskie, Wyspy Komandorskie, na Bogoslof Island tylko niewielka populacja. Koticzaki migrują najdalej ze wszystkich uchatkowatych, pływając po morzu Beringa i docierając na wybrzeża Kalifornii i Japonii. Zabłąkane osobniki widywano w Morzu Beauforta, Morzu Żółtym niedaleko Chińskiej Republiki Ludowej i na południe od Republiki Chińskiej. Jednak IUCN nie uważa koticzaka za gatunek odbywający migracje.

## Tryb życia
Koticzak niedźwiedziowaty należy do uchatkowatych w największym stopniu przystosowanych do życia na otwartym morzu, gdzie spędza większą część swego życia, zwłaszcza samce. Widywany jest wtedy samotnie bądź w parach. Gromadzi się wyłącznie w czasie rozrodu. Jako że poluje na zwierzęta migrujące wertykalnie dobowo, w czasie dnia często odpoczywa, bądź dba o czystość swego gęstego futra pocieranego przednimi płetwami lub drapanego tylnymi, leżąc na boku czy na plecach z podwiniętymi czy wyciągniętymi z wody płetwami, układanymi w charakterystyczną pozycję ucha od dzbanka. Poluje zaś wieczorem i w nocy. Sypia na powierzchni wody.
Zwierzę sprawnie nurkuje. Głębokość nurkowania średnio 68 m i maksymalnie 207 m, czas trwania 2,2 min z maksimum 7,6 min. Nurkuje zwykle o świcie i zmierzchu.

### Cykl życiowy

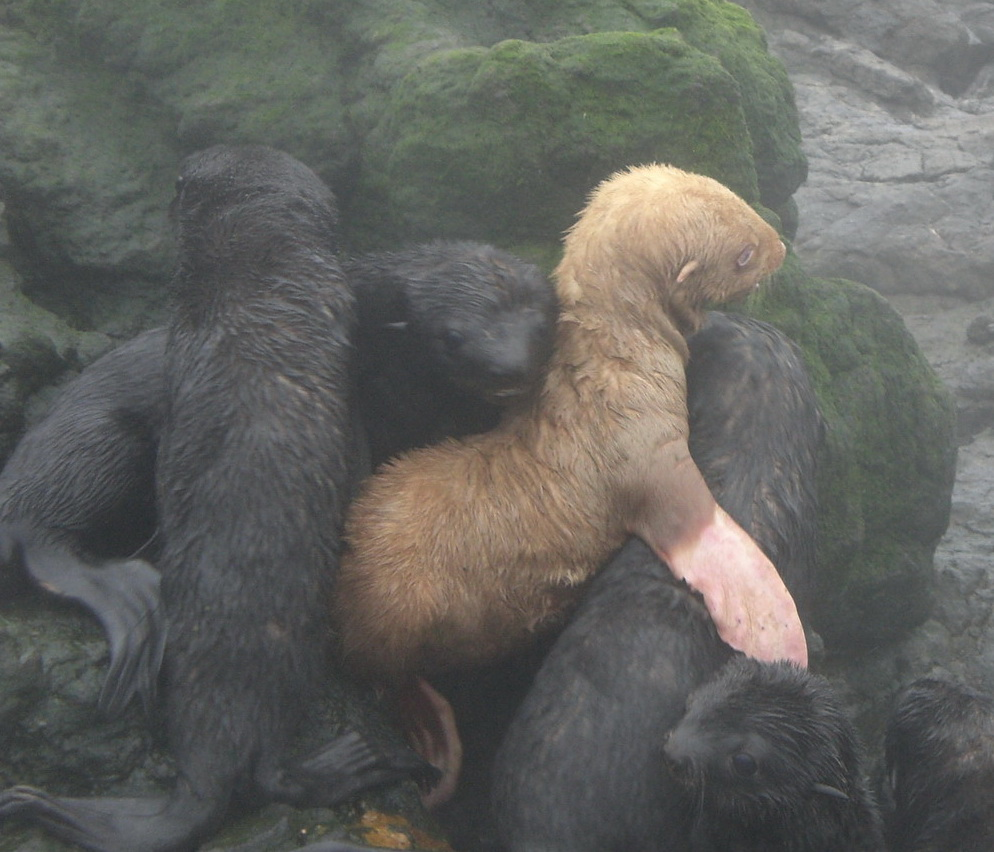
Młode mają zwykle czarne futro

Podobnie jak inne uchatkowate, koticzak niedźwiedziowaty praktykuje poligamię. Wszystkie uchatkowate rozmnażają się na lądzie. Wraca nań w tym celu również koticzak niedźwiedziowaty, spędzający poza tym większość życia w morzu. Na Wyspach Pribyłowa rozród trwa od środka czerwca do sierpnia, 2 tygodnie później niż na wyspie San Miguel. Podczas gdy samiec pozostaje na lądzie tylko 45 dni, samica pozostaje na nim wedle HMW 4-5 miesięcy, wedle IUCN 35 dni. W miejscach rozrodu pierwsze pojawiają się samce, niekiedy nawet miesiąc przed samicami, które obierają terytoria na kamienistych wybrzeżach. W pierwszym dniu mogą one ustalać dominację, wydając odgłosy i przyjmując groźne pozycje ciała, a nawet walcząc. Samice przybywają później, kiedy samce wybrały już dla siebie najlepsze fragmenty wybrzeża. Docierają one w ciąży i udają się na ląd rodzić młode. Wybrane przez nie miejsce leży na ogół na terytorium zajętym przez jednego samca, przy czym zwykle na terytorium pojedynczego samca rodzi więcej niż jedna samica.
Matka następnego dnia po przybyciu wydaje na świat pojedyncze, porośnięte czarnym futrem młode. Samce terytorialne tymczasem czekają, aż samice po porodzie ponownie wejdą w ruję, co następuje średnio 5,3 dnia po porodzie. Ponadto samce, które nie były w stanie ustanowić własnego terytorium, tworzą czyhające na płeć przeciwną grupy kawalerów, gromadzące się na obrzeżach miejsc rozrodu. Niezależnie od pozycji społecznej, rola samca ogranicza się do kopulacji, nie zajmuje się on potem młodym i w żaden sposób nie wspiera samicy. W danym roku w ciążę zachodzi 80% samic. Jeśli doszło do zapłodnienia, powstała zygota rozwija się jedynie do etapu blastocysty, a następnie zatrzymuje się w rozwoju na kilka miesięcy, dokładniej 3,5-4 (opóźniona implantacja). Dzięki temu rozwój osobniczy zostaje zsynchronizowany z cyklem rocznym, tak by poród odbył się za rok z 51-tygodniową, w sumie, ciążą. Tymczasem jednak samica ma do wykarmienia noworodka. By móc wytwarzać mleko, musi po kilku dniach (średnio 8,3) powrócić do morza uzupełnić zasoby pokarmowe. Zostawia wtedy młode na terytorium jednego z samców. Może to stwarzać pewne zagrożenia, jako że potężny samiec potrafi stratować bądź nawet zaatakować młode. Z drugiej strony odstrasza on na swym obszarze samce z grup kawalerów. Niekiedy młode grupują się razem. Powracająca matka wydaje z siebie niski pisk, nawołując młode. Następnie znów wyrusza na morze przez cały okres karmienia bogatym w tłuszcz mlekiem. Liczba takich cykli wynosi 8-12, a powroty trwają zwykle 2 dni. Na morzu matka spędza średnio 6,9 dnia. Odstawienie następuje po 4 miesiącach.
W końcu młode opuszcza tereny rozrodu i na 2-3 lata nie powraca na ląd. Dojrzałość płciową uzyskuje w wieku 3-5 lat, jednak samcom nie dane jest przekazać swych genów następnemu pokoleniu, nim nie nabędą rozmiarów umożliwiających efektywną konkurencję. W efekcie reprodukują się, osiągnąwszy 8-9 lat. Długość życia wynosi 25 lat, przy czym widywano samice rozmnażające się w wieku 23 lat. Długość pokolenia wynosi 14,1 lat, zakres wedle różnych metod od 12 do 15 lat.

## Ekologia
Koticzak niedźwiedziowaty jest ssakiem pelagicznym. Większą część życia spędza w morzu. Po wyruszeniu w morze z miejsca rozrodu nie wraca na ląd, nim osiągnie dojrzałość płciową. Nie pojawia się na lądzie przez 2-3 lata, lecz pływa po otwartym morzu, nie zważając na opuszczenie szelfu kontynentalnego.
Na ląd koticzak udaje się celem prokreacji. Wybiera kamieniste brzegi, rzadziej plaże.
Wśród drapieżników czyhających na koticzaka wymienia się orki i rekiny, ale też inne uchatkowate, jak uchatek grzywiasty.
Dieta koticzaka jest zróżnicowana. Odżywia się on zwierzętami morskimi, szczegóły zależą od miejsca i pory roku. Pożera zwłaszcza gatunki migrujące wertykalnie. W morzach od Waszyngtonu do Kalifornii konsumuje sardele, Cololabis adocetus, morszczuki, łososie, Sebastidae, kalmary. W wodach Alaski pożera mintaje, gromadniki, terpugi okoniki, śledzie, dobijakowate a także kalmary.

## Zagrożenia i ochrona
W Czerwonej księdze gatunków zagrożonych Międzynarodowej Unii Ochrony Przyrody i Jej Zasobów (IUCN) został zaliczony do kategorii VU (ang. Vulnerable „narażony na wyginięcie”). Liczebność dorosłych osobników wedle IUCN wynosi wedle około 650 000 i spada. Starsze źródła podają całkowitą liczebność w sumie 0,9-1,1 miliona sztuk, przy czym na samych wyspach Pribyłowa 650 000.
Spadków populacji koticzaka niedźwiedziowatego nie sposób nie powiązać z działalnością człowieka. Opisany w XVIII wieku, stał się on jeszcze w tym samym stuleciu obiektem intensywnych polowań, dostarczających luksusowego futra. Przed polowaniami, koticzaków musiały być miliony. Jednak w XVIII wieku rabunkowa eksploatacja przez Rosjan w wodach Alaski powodowała około 100 000 zabitych osobników, głównie szczeniąt, rocznie. Sytuacja nie zmieniła się na lepszą po przejęciu władzy nad Alaską przez USA. W najgorszym roku 1867 zabito 260 000 zwierząt. Na Tuleny populacja liczyła w 1852 roku 120 000 sztuk, by pod koniec XIX wieku obniżyć się do kilku tysięcy. Dopiero w 1911 roku USA, Japonia i monarchia Wielkiej Brytanii, w imieniu Kanady, podpisały porozumienie ograniczające odłów. Zakazano polowań na otwartym morzu, ograniczono pozysk na lądzie. Na początku XX wieku liczebność populacji zwiększyła się nieco. W latach 1943–1968 zabijano rocznie od 40 000 do 126 000 sztuk. Na Wyspach Kurylskich Rosjanie doszczętnie wytępili koticzaki. Zwierzęta ponownie zasiedliły wyspy w drugiej połowie lat pięćdziesiątych XX wieku, po czym w latach 1962–1977 populacja szybko wzrosła, przyrastając rocznie prawie o jedną piątą. W latach pięćdziesiątych XX wieku pogłowie szacowano na znacznie mniej, 2,5 miliona ssaków. W latach sześćdziesiątych wprowadzono kolejne ograniczenia, określając maksymalną liczbę zabijanych dorosłych samic na 30 000, młodocianych samców na 30 000–96 000. Przewidywano, że pozwoli to odnowić populację, jednak tak się nie stało. Wprowadzono więc kolejne zakazy polowań komercyjnych, na St. George Island w 1973 roku i na St. Paul Island w 1983 roku, dozwalając jedynie na odłów w celu utrzymania się. Tymczasem w 1976 roku obecność kotików odkryto na wyspie Bogoslof, 4 lata później stwierdzono tam obszar rozrodu. Polowań na masową skalę zaprzestano w 1984 roku, już po kilku spadkach i wzrostach liczebności pogłowia. W 1978 roku ustabilizowała się populacja Wysp Kurylskich. Późnej delikatnie spadła i od 1988 roku znowu rosła. W latach dziewięćdziesiątych XX wieku i pierwszej dekadzie nowego tysiąclecia odnotowano istotny przyrost liczebności populacji z Bogoslaf, wskazujący na roczny przyrost 48,5%, obniżony później do 10%, spadek wzrostu wynikać może z zagęszczenie populacji wiążącego się z koniecznością odbywania dalszych podróży przez karmiące samice. W czasach późniejszych odbywały się już tylko mniej zagrażające polowania przez miejscową ludność Alaski, przykładowo w 2007 roku rdzenni Alaskańczycy odłowili 478 młodocianych koticzaków. W 2006 roku na Kurylach znaleziono 27 090 szczeniąt, całkowita liczebność przekroczyła zaś 100 000. W 2014 roku na St. George Island dozwolono na odłów 150 męskich szczeniąt. Populacja na San Miguel od lat zdaje się stabilna. IUCN podaje następne szacunki, liczbę dorosłych zwierząt licząc z proporcji w stosunku do szczeniąt:
- St. Paul Island: 91 737 szczeniąt, w sumie 410 496,
- St. George Island: 18 937 szczeniąt, w sumie 84 737,
- Sea Lion Rock: 5250 szczeniąt, w sumie 23 492,
- Commander Islands, 2006: 59 805 szczeniąt, w sumie 267 609,
- Tuleny Island, 2009: 42 200 szczeniąt, w sumie 188 832,
- Kuryle, 2006: 25 164 szczeniąt, w sumie 112 601,
- Bogoslof Island, 2011: 22 905 szczeniąt, w sumie 102 493,
- San Miguel Island bez Castle Rock, 2014: 2327 szczeniąt, w sumie 10 412,
- Farallon Islands, 2014: 656 szczeniąt, w sumie 2935[9].

W 2014 roku wedle IUCN całkowita populacja tych zwierząt na świecie wynosiła 1,29 miliona, a więc znacznie mniej niż w przeszłości.
Utrzymują się jednak inne zagrożenia, zwłaszcza rybołówstwo odławiające pokarm koticzaków (zwłaszcza mintaje) oraz rozstawiające sieci, w które potem zaplątują się uchatkowate. Sytuację pogarszają także pływające w morzu śmieci. Populację koticzaka redukują także polowania przez orki. Niebezpieczne są także plamy ropy oraz instalacje jej wydobycia. Mniejszym populacjom przeszkadza bliskość portów czy linii żeglugowych. IUCN za niepewny uznaje wpływ klimatu, nie wyklucza uznana go za kolejne zagrożenie.
Koticzaka chroni Interim Convention on the Conservation of the North Pacific Fur Seal z 1984 roku.